# Urodynamis taitensis
Urodynamis taitensis е вид птица от семейство Cuculidae. Видът е незастрашен от изчезване.

## Разпространение
Разпространен е в Американска Самоа, Острови Кук, Фиджи, Френска Полинезия, Кирибати, Маршалови острови, Микронезия, Науру, Нова Зеландия, Ниуе, Норфолк, Питкерн, Самоа, Соломоновите острови, Токелау, Тонга, Тувалу, Малки далечни острови на САЩ и Уолис и Футуна.